# 建康路街道
建康路街道，是中国江苏南京秦淮区下属的一个街道办事处。面积0.87平方千米，人口43613人（2004年统计）。
该街道下辖5个社区，分别为致和街、王府南园、王府园、刘公巷、建康新村。